# غاري بارك
غاري بارك (19 أبريل 1983 - ) (بالإنجليزية: Garry Park)‏ هو لاعب كريكت جنوب أفريقي.

## وصلات خارجية
- غاري بارك على موقع إي آس بي آن كريك إنفو (الإنجليزية)